# Conepatus feuillei
El zorrino o zorrillo (Conepatus feuillei), es una especie del género Conepatus, ubicado en la familia de los mefítidos. Habita en bosques, estepas, matorrales y praderas en el nordeste del Cono Sur de Sudamérica.  

## Taxonomía
Descripción original
Esta especie fue descrita originalmente en el año 1841 por los zoólogos franceses Joseph Fortuné Théodore Eydoux y Louis François Auguste Souleyet, con el nombre científico de Mephitis feuillei.
Localidad tipo
La localidad tipo referida es: “cercanías de Montevideo, Uruguay”.
Etimología
Etimológicamente, el término genérico Conepatus deriva de la palabra del antiguo mexicano ‘conepatl’ o ‘conepate’, con el cual posiblemente denominaban los nativos a estos animales.
El epíteto específico feuillei es un epónimo que refiere al apellido de la persona a quien fue dedicada, el sacerdote Louis Éconches Feuillée, quien proporcionó la muestra e información a los descriptores.

### Historia taxonómica
Conepatus feuillei fue tradicionalmente incluido en C. chinga, hasta que en el año 2019, los investigadores Federico L. Agnolin, María R. Derguy, Ianina N. Godoy y Nicolás R. Chimento lo rehabilitaron como especie plena.

## Caracterización
Es un zorrino de gran tamaño, con pelaje predominantemente negruzco, color que también cubre la cola, la cual posee el pelaje marcadamente áspero y corto, muy diferente del que poseen otras especies del mismo género.

## Distribución y hábitat
Este taxón se distribuye en sabanas, praderas y bosques, siempre en altitudes próximas al nivel del mar, en los estados del sur de Brasil, todo Uruguay y  el nordeste de la Argentina, en la región mesopotámica, con poblaciones en las provincias de Corrientes y Entre Ríos.